# Чашниково (городской округ Солнечногорск)
Ча́шниково — посёлок городского типа (до 2024 года — деревня) в Московской области России, входит в городской округ Солнечногорск.

## История

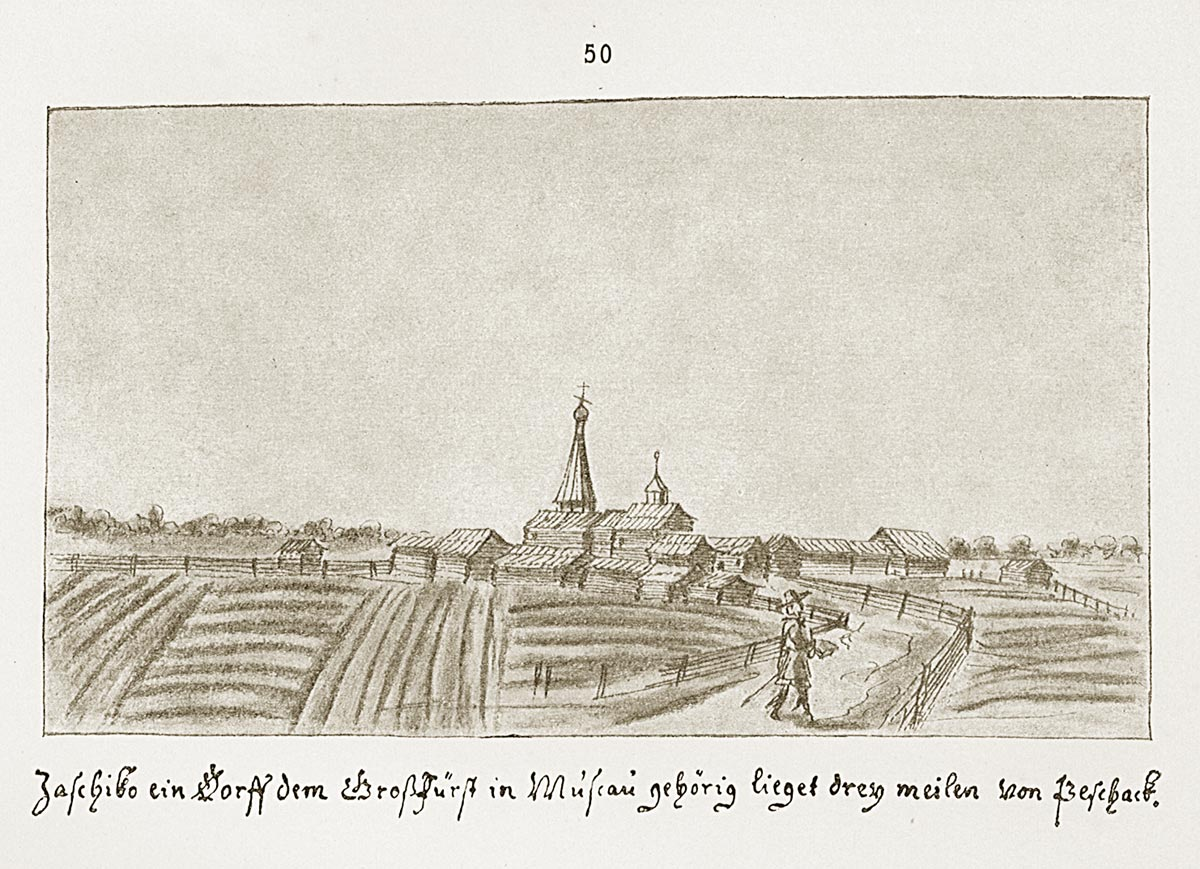
Чашниково в 1661 году. Рисунок художника бывшего в свите Мейерберга

В XV веке село принадлежало выселенным Иваном III из Новгорода боярам Чашниковым. Известны имена Григория Юрьевича Чашникова и его племянников Андрея и Дмитрия.
С XVII века в Чашниково находилась усадьба Собакиных.
В усадьбе был деревянный главный дом, построенный в 1840-е годы, но сожженный в декабре 1941 года отступающими гитлеровскими войсками. До нашего времени от самой усадьбы сохранился лишь пруд с липовым парком и краснокирпичный конный двор в стиле ампир первой четверти XIX века (архитектор неизвестен) с несколькими постройками. Парк и пруд сильно запущены, конный двор требует реставрации; сейчас в нём расположены складские помещения и приписной домовой храм Николая Чудотворца. Композиция конного двора близка зданию императорских конюшен, построенных В. П. Стасовым в Петербурге в 1810—1820-е годы, а по высоте он превосходил барский дом.  Рядом с конным двором и сейчас стоит здание, бывшее усадебной столовой. Его также называют домом прислуги. В советское время здание было перестроено, была пристроена правая часть и надстроен третий этаж. Также сохранилась ещё одна хозяйственная усадебная постройка, ныне в ней располагается администрация Учебно-опытного почвенно-экологического центра МГУ имени М.В. Ломоносова "Чашниково".
В 1807 году на средства владельца усадьбы Ивана Семёновича Любоченинова в Чашниково вместо старой была построена новая каменная церковь во имя Николая Чудотворца. К сожалению, она также не дошла до нас, так как пострадала в ходе боевых действий в 1941 году и через некоторое время после освобождения деревни была взорвана военными сапёрами.
В 1949 году постановлением Совета Министров СССР в деревне и её окрестностях была организована Учебно-опытная агробиологическая станция (УОАБС) «Чашниково» МГУ имени М. В. Ломоносова. 
В 1992 году УОАБС была преобразована в Учебно-опытный почвенно-экологический центр (УОПЭЦ). Общая площадь центра составляет 637 га, в том числе лесной массив, фруктовый сад для проведения селекционных работ и 172 га пашни. В центре выполняются фундаментальные и прикладные научные исследования в области почвоведения, экологии и агрохимии, проводятся учебные и производственные практики студентов факультета почвоведения МГУ и других вузов, ведётся производственная деятельность. В населенном пункте есть средняя общеобразовательная школа.
В настоящее время поселок Чашниково делится на два микрорайона, микрорайон Агробиостанция и микрорайон Новые дома. Вся инфраструктура поселка сосредоточена в микрорайоне новые дома, на ее территории расположены, ООО "Камации пневматика", продуктовые сети, школа и детский сад которые на настоящий момент находятся в одном здании.  Второй микрорайон Агробиостанция сегодня не имеет на своей территории такой богатой инфраструктуры, в микрорайоне есть конный двор и питомник деревьев и кустарников вся остальная территория за исключением жилых домов находится в ведомстве  МГУ имени М. В. Ломоносова. 
С 1994 до 2006 гг. деревня входила в Кировский сельский округ Солнечногорского района.
С 2005 до 2019 гг. деревня включалась в Пешковское сельское поселение Солнечногорского муниципального района.
С 2019 года населенный пункт входит в городской округ Солнечногорск, в рамках администрации которого относится с территориальному управлению Пешковское.
В 2024 году деревня преобразована в посёлок городского типа.

## Население
| 1852  | 1859  | 1890  | 1899 | 1926 | 1966 |
| ----- | ----- | ----- | ---- | ---- | ---- |
| 266   | ↘225  | ↗281  | ↘257 | ↗378 | ↘246 |
| 1998  | 2002  | 2010  |      |      |      |
| ↗3235 | ↘2661 | ↘2355 |      |      |      |